# Nikita el Estilita

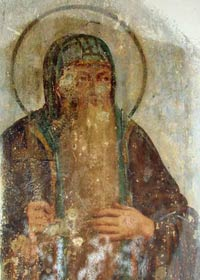
Nikita el Estilita (fresco,)

Nikita el Estilita fue un santo ruso del siglo XII que fundó el Monasterio de San Nicetas en la orilla oriental del lago Pleshchéyevo en Opolie.
Nikita llevó una vida disoluta en su juventud. Sin embargo, al entrar a una iglesia en cierta ocasión escuchó las palabras del Profeta Isaías (1:16) 'Lávate (de tus pecados), hazte limpio;' con esto se efectuó una profunda conversión en su alma.
Así convertido, Nikita dejó todo lo que poseía y entró en la vida ascética cerca de Pereslavl-Zaleski. Su disciplina lo llevó a encadenarse y encerrarse dentro de un pilar, de ahí el título de "estilita". Se hizo muy conocido como sanador.
Nikita el Estilita fue asesinado el 16 de mayo de 1186 durante un robo, ya que los ladrones creían que el ermitaño estaba atado con cadenas de plata.
Nikita es conmemorado el 24 de mayo por la Iglesia Ortodoxa.